# Zametak (strip)
Zametak je epizoda Dilan Doga objavljena u Srbiji premijerno u svesci #183 u izdanju Veselog četvrtka. Na kioscima se pojavila 17. februara 2022. Koštala je 350 din (2,9 €; 3,36 $). Imala je 94 strane.

## Originalna epizoda
Originalna epizoda pod nazivom Il primordio objavljena je premijerno u #392 regularne edicije Dilana Doga u Italiji u izdanju Bonelija. Izašla je 30. aprila 2019. Naslovnu stranicu je nacrtao Điđi Kavenađo (Gigo Cavenago). Scenario su napisali Paola Barbato i Roberto Rekioni, a nacrtao Martinelo Paolo (Martinello Paollo). Koštala je 4,4 €.

## Kratak sadržaj
Dilan dolazi u kontakt sa misterioznim predmetom s kojim može da izmeni realnost oko sebe. Zaplet nastaje kada sreće osobu koja mu sugeriše da može da ga upotrebi u kontekstu skorašnjeg udara meteora.

## Detaljniji sadržaj
Prolog. Negde u Australiji, grupa Aboridžina otkriva mali predmet duguljastog (falusnog) oblika.
Glavna priča. Predmet se kasnije pojavljuje u Dilanovom stanu u Londonu. Kada ga Dilan dotakne ili uzme u ruku, realnost oko njega se menja kroz dupliranje, uvrtanje i iskrivljenje (nalik uvijenim formama viđenim u filmu Inception, K. Nolana). Dilan i Gručo pomoću Interneta otkrivaju da je sličan predmet prvi put otkriven u Australiji prilikom masakra u Konistonu 1928. godine, kada su doseljenici masakrirali čitavo urođeničko selo. Dilanu u posetu uskoro dolazi jedan od Aboridžina i objašnjava mu da  se premet zove Zametak, uređivač stvarnosti, te da je njegova uloga da Prvima (prvim bićima, vanzemaljcima) omogući da napuste Zemlju pre udara meteora. Da bi to uradio, Dilan mora da stupi u kontakt sa drugim nosiocima zametaka, kojih ima još šestoro. Nakon što ih sve pronalazi, Dilan saznaje portal kroz koji Prvi treba da prođu predstavlja njegov stan u Craven Roadu 7, koji je zapravo teserakt. Dilan odbija da pomogne prvima, jer smatra nepravednim da samo oni imaju pravo da se spasu.
Epilog. Džon Goust dolazi kod Britanske kraljice, koja mu objašnjava zašto nije htela da napusti zemlju zajedno sa Prvima.

## Značaj epizode
Prema nekim tumačenjima, ovo je prva epizoda u kojoj se jasnije definiše smisao, tj. simbolika meteora. Meteor simboliše Rekionijevu (scenarista i urednik edidcije Dilan Doga) nameru da uništi svet Dilan Doga koji je osmislio Ticijano Sklavi (prvi scenarista i tvorac serijala). Zametak i Dilanov stan su metafora za napuštanje tog sveta za sve koji su za prethodnih 35 godina radili na serijalu. Rekioni je rešio da uništi serijal, da bi ga onda resetovao na novim temeljima u #401 nove redovne serije.

## Inspiracija književnim delima i filmom
Grafički prikaz okoline i bića koja se pojavljuju nakon Dilanovog kontakta sa predmetom preuzet je iz književnih dela H. F. Lavkrafta ili filmovima Početak i Međuzvezdani, Kristofera Nolana.

## Odbrojavanje do udara meteora
Od #178 počelo je zvanično veliko finale i odbrojavane (na naslovnim stranama) do udara meteora u Zemlju. U ovoj epizodi do udara meteora ostalo je još 8 epizoda. Ovo odbrojavanje traje do #399, tj. #400 originalne serije, tj. do #191-2 Veselog četvrtka. (Veseli četvrtak je već objavio #400 pod nazivom A danas apokalipsa u luksuznom izdanju 19.11.2020. na formatu A4.) Nakon ove epizode, serijal Dilan Doga je resetovan. (Ovo je već drugi Bonelijev junak koji je doživeo reset. Prvi je bio Mister No.)

## Prethodna i naredna epizoda
Prethodna sveska nosila je naslov Krv zemlje (#182), a naredna Smak sveta (#184).